# آرثر بارتون
آرثر بارتون (30 سبتمبر 1874 في المملكة المتحدة - 19 يناير 1949 في المملكة المتحدة) (بالإنجليزية: Arthur Barton)‏ هو لاعب كريكت بريطاني (وحمل سابقاً جنسية المملكة المتحدة لبريطانيا العظمى وأيرلندا). لعب مع نادي مقاطعة ديربيشاير للكريكت ‏.